# Alsógáld

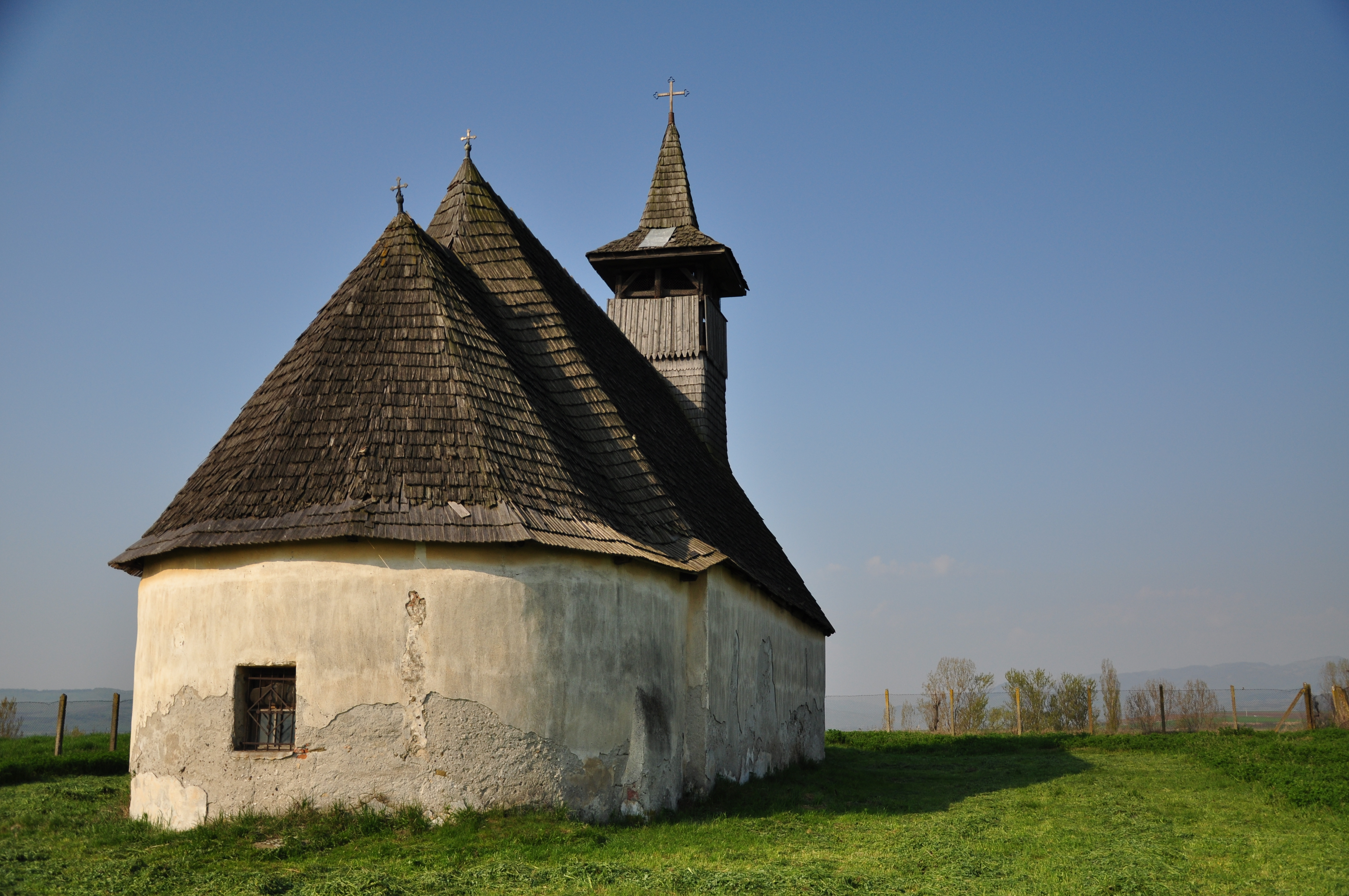
Az alsógáldi ortodox templom

Alsógáld (románul Galda de Jos, németül Unterhanenberg) falu Romániában, Erdélyben, Fehér megyében, az Erdélyi-hegyalján, az azonos nevű község központja.

## Fekvése
Gyulafehérvártól 12 km-re észak–északkeletre található. Jósika Miklós szerint „Erdély egyik legregényesebb fekvésű helysége”. A falu területének 30%-a szántó, 19%-a legelő, 11%-a erdő és 11%-a rét.

## Nevének eredete
Neve a Gál személynév -d képzővel ellátott alakjából ered és valószínűleg temploma középkori védőszentjéről kapta. 1280-ban Gald néven említik először.

## Története
A középkorban magyarok lakták. (1461-ben Magyargáldnak nevezték.) 1509-ben román lakói saját kápolna építéséhez láttak volna, de Rákosi Menyhért erdélyi vikárius utasította a helybeli plébánost és a káptalan küldöttjét, hogy akadályozzák meg őket ebben. Magyar lakossága a 16. században református hitre tért.
A 18. században református egyháza már csak filia volt és az maradt a 20. századig. 1784. november 11-én Schultz alezredes határában megállította a felkelőket. 1839-ben a Kemény család birtoka volt, román lakossággal.
Fehér, később Alsófehér vármegyéhez tartozott. 1908-ban a magyarigeni járástól az újonnan létrehozott tövisi járáshoz csatolták.

## Népessége
- 1850-ben 972 lakosából 911 volt román és 52 cigány nemzetiségű; 963 görögkatolikus vallású.
- 1900-ban 1417 lakosából 1390 volt román és 17 magyar anyanyelvű; 1380 görögkatolikus vallású.
- 2002-ben 2032 lakosából 1956 volt román és 59 magyar nemzetiségű; 1916 ortodox, 38 református, 26 görögkatolikus, 22 adventista és 16 római katolikus vallású.

## Látnivalók
- A kis dombon álló, felújított Kemény-kastély egy középkori udvarház helyén épült a 18–19. században, barokk stílusban. A kommunizmus alatt politikai foglyokat őriztek benne, ma elmegyógyintézetként működik. Tégla védőfalának egy kis része áll még a keleti oldalon.
- Fazsindelyes ortodox temploma egy másik kis dombon áll. 15. századi alapokon épült 1732-ben. Apszisát 1752-ből való, szép freskók borítják.

## Gazdasága
Faipar, gyümölcstermesztés.